# Jochen Falke
Jochen Falke (* 23. Juni 1956) ist ein ehemaliger deutscher Fußballspieler.
Zur Saison 1973/74 wurde Jochen Falke von der eigenen Jugend in die erste Mannschaft des SSV Reutlingen 05, die direkt zuvor in die 1. Amateurliga Schwarzwald-Bodensee abgestiegen war, befördert. In der Endrunde um die Deutsche Amateurmeisterschaft 1974 wurden Falkes Reutlinger Deutscher Amateurmeister. In der Amateurligaspielzeit 1974/75 wurde Falke mit dem SSV Schwarzwald-Bodensee-Meister und qualifizierte sich somit für die Aufstiegsrunde zur 2. Bundesliga. In den sechs Gruppenspielen dieser Aufstiegsrunde, in denen der SSV Reutlingen durch fünf Siege den Aufstieg in die 2. Bundesliga perfekt machte, wurde Jochen Falke beim 3:0-Sieg seiner Mannschaft gegen den VfR Aalen einmal eingewechselt. Ehe Reutlingen am Ende der Zweitligasaison 1975/76 abstieg absolvierte Falke für den SSV in der 2. Bundesliga Süd vier Profieinsätze.